# Aida Hadzialic
Aida Hadžialić é uma política sueca, do Partido Social-Democrata. Foi Ministra do Ensino Secundário e da Formação Contínua no Governo Löfven, que tomou posse em 2014.

Aida Hadžialić nasceu em Foča, na antiga Jugoslávia, em 1987, e foi para a Suécia com 5 anos de idade.

É jurista, tendo todavia trabalhado como vereadora na Comuna de Halmstad entre 2010 e 2014.